# Полорылы
Полорылы, или целоринхи (лат. Coelorinchus), — род морских лучепёрых рыб  семейства долгохвостовых (Macrouridae) отряда трескообразных. Распространены в тропических, субтропических и умеренных водах всех океанов. Несколько видов встречаются в зоне Антарктической конвергенции. Морские бентопелагические рыбы, обитают на глубине от 33 до 2200 м. Максимальная длина тела представителей разных видов варьирует от 16 до 93,7 см.

## Описание
Тело удлинённое, сжато с боков, хвостовой отдел вытянут в нить. Тело покрыто чешуёй с колючками. Вид и расположение колючек варьируют от тонких, коротких, конической формы, расположенных неупорядоченно или в шахматном порядке до широких грубых килеватых шипов в прерывистых рядах. Голова большая, форма рыла разнообразная — от короткой и тупой до удлинённой и резко заострённой. На голове обычно есть сильные, толстые и колючие гребни. Длина верхней челюсти составляет от 20 до 35 % длины головы. На внешней стороне первой жаберной дуги нет жаберных тычинок. Два спинных плавника. Второй луч первого спинного плавника округлой формы с гладким передним краем. В брюшных плавниках 7 лучей. Второй спинной и анальный плавники длинные, их лучи заходят на хвост. Хвостовой плавник отсутствует. Анальное отверстие расположено непосредственно перед началом основания анального плавника. Светящийся орган всегда расположен вдоль средней линии брюха перед анальным отверстием. Размер и форма светового органа являются одним из диагностических признаков для видовой идентификации. Плавательный пузырь овальной формы или с выраженными двойными передними долями.

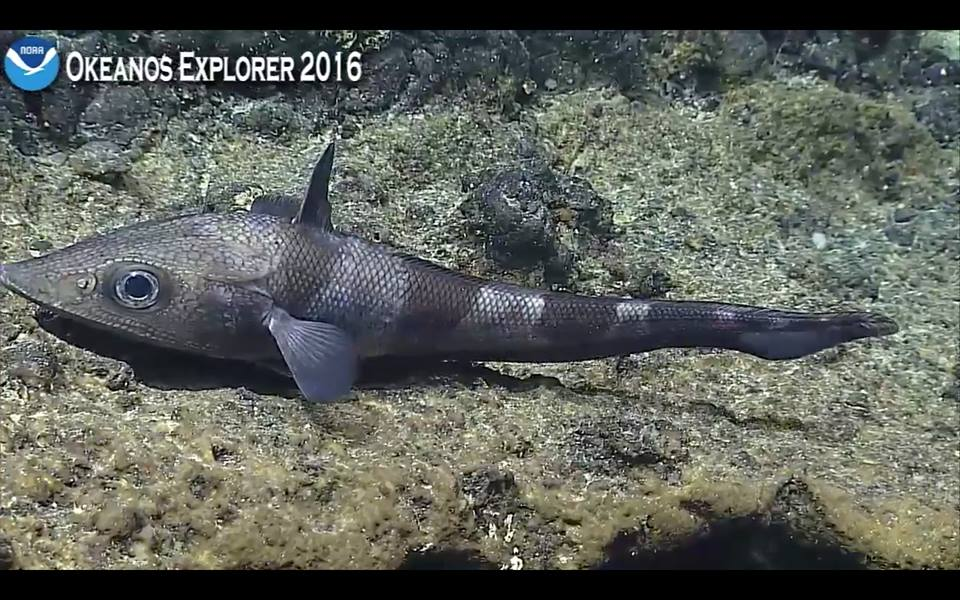
Coelorinchus tokiensis

## Классификация
В состав рода включают 122 вида. Русскоязычные названия по:
- Coelorinchus acanthiger Barnard, 1925
- Coelorinchus acantholepis Gilbert & Hubbs, 1920
- Coelorinchus aconcagua Iwamoto, 1978
- Coelorinchus acutirostris  Smith & Radcliffe, 1912
- Coelorinchus amirantensis Iwamoto, Golani, Baranes & Goren, 2006
- Coelorinchus amydrozosterus Iwamoto & Williams, 1999
- Coelorinchus anatirostris  Jordan & Gilbert, 1904
- Coelorinchus anisacanthus  Sazonov, 1994
- Coelorinchus aratrum Gilbert, 1905
- Coelorinchus argentatus Smith & Radcliffe, 1912
- Coelorinchus argus Weber, 1913
- Coelorinchus aspercephalus  Waite, 1911 — Грубоголовый целоринх
- Coelorinchus asteroides  Okamura, 1963
- Coelorinchus australis (Richardson, 1839) — Южный полорыл
- Coelorinchus biclinozonalis  Arai & Mcmillan, 1982
- Coelorinchus bollonsi McCann & McKnight, 1980
- Coelorinchus braueri  Barnard, 1925
- Coelorinchus brevirostris Okamura, 1984
- Coelorinchus caelorhincus  (Risso, 1810)
- Coelorinchus campbellicus McCann & McKnight, 1980
- Coelorinchus canus  (Garman, 1899)
- Coelorinchus caribbaeus  (Goode & Bean, 1885)
- Coelorinchus carinifer Gilbert & Hubbs, 1920
- Coelorinchus carminatus  (Goode, 1880) — Длинноносый полорыл
- Coelorinchus caudani  (Köhler, 1896)
- Coelorinchus celaenostomus McMillan & Paulin, 1993
- Coelorinchus charius Iwamoto & Williams, 1999
- Coelorinchus chilensis  Gilbert & Thompson, 1916
- Coelorinchus cingulatus Gilbert & Hubbs, 1920
- Coelorinchus commutabilis  Smith & Radcliffe, 1912
- Coelorinchus cookianus  McCann & McKnight, 1980
- Coelorinchus cylindricus Iwamoto & Merrett, 1997
- Coelorinchus denticulatus  Regan, 1921
- Coelorinchus divergens  Okamura & Yatou, 1984
- Coelorinchus dorsalis Gilbert & Hubbs, 1920
- Coelorinchus doryssus Gilbert, 1905
- Coelorinchus fasciatus  (Günther, 1878) — Полосатый полорыл
- Coelorinchus flabellispinnis  (Alcock, 1894)
- Coelorinchus formosanus  Okamura, 1963
- Coelorinchus fuscigulus Iwamoto, Ho & Shao, 2009
- Coelorinchus gaesorhynchus  Iwamoto & Williams, 1999
- Coelorinchus Geronimo Marshall & Iwamoto, 1973
- Coelorinchus gilberti  Jordan & Hubbs, 1925
- Coelorinchus gladius Gilbert & Cramer, 1897
- Coelorinchus goobala  Iwamoto & Williams, 1999
- Coelorinchus gormani  Iwamoto & Graham, 2008
- Coelorinchus hexafasciatus  Okamura, 1982
- Coelorinchus hige Matsubara, 1943
- Coelorinchus hoangi Iwamoto & Graham, 2008
- Coelorinchus horribilis McMillan & Paulin, 1993
- Coelorinchus hubbsi  Matsubara, 1936
- Coelorinchus immaculatus Sazonov & Iwamoto, 1992
- Coelorinchus infuscus  McMillan & Paulin, 1993
- Coelorinchus innotabilis McCulloch, 1907
- Coelorinchus japonicus  (Temminck & Schlegel, 1846) — Японский полорыл, или японский целоринх
- Coelorinchus jordani  Smith & Pope, 1906
- Coelorinchus kaiyomaru  Arai & Iwamoto, 1979
- Coelorinchus kamoharai  Matsubara, 1943 — Полорыл Камохары
- Coelorinchus karrerae Trunov, 1984
- Coelorinchus kermadecus  Jordan & Gilbert, 1904
- Coelorinchus kishinouyei  Jordan & Snyder, 1900
- Coelorinchus labiatus  (Köhler, 1896)
- Coelorinchus lasti Iwamoto & Williams, 1999
- Coelorinchus leptorhinus Chiou, Shao & Iwamoto, 2004
- Coelorinchus longicephalus Okamura, 1982
- Coelorinchus longissimus  Matsubara, 1943
- Coelorinchus macrochir  (Günther, 1877) — Волнистый полорыл
- Coelorinchus macrolepis  Gilbert & Hubbs, 1920
- Coelorinchus macrorhynchus  Smith & Radcliffe, 1912
- Coelorinchus maculatus Gilbert & Hubbs, 1920
- Coelorinchus marinii  Hubbs, 1934 — Полорыл Марини
- Coelorinchus matamua (McCann & McKnight, 1980) — Махия
- Coelorinchus matsubarai Okamura, 1982
- Coelorinchus maurofasciatus McMillan & Paulin, 1993
- Coelorinchus mayiae Iwamoto & Williams, 1999
- Coelorinchus mediterraneus Iwamoto & Ungaro, 2002
- Coelorinchus melanobranchus  Iwamoto & Merrett, 1997
- Coelorinchus melanosagmatus Iwamoto & Anderson, 1999
- Coelorinchus mirus McCulloch, 1926
- Coelorinchus multifasciatus Sazonov & Iwamoto, 1992
- Coelorinchus multispinulosus Katayama, 1942
- Coelorinchus mycterismus McMillan & Paulin, 1993
- Coelorinchus mystax McMillan & Paulin, 1993
- Coelorinchus nazcaensis Sazonov & Iwamoto, 1992
- Coelorinchus notatus Smith & Radcliffe, 1912
- Coelorinchus obscuratus  McMillan & Iwamoto, 2009
- Coelorinchus occa (Goode & Bean, 1885)
- Coelorinchus oliverianus  Phillipps, 1927
- Coelorinchus osipullus McMillan & Iwamoto, 2009
- Coelorinchus parallelus  (Günther, 1877)
- Coelorinchus pardus Iwamoto & Williams, 1999
- Coelorinchus parvifasciatus McMillan & Paulin, 1993
- Coelorinchus platorhynchus Smith & Radcliffe, 1912
- Coelorinchus polli  Marshall & Iwamoto, 1973
- Coelorinchus productus  Gilbert & Hubbs, 1916 — Серебряногрудый полорыл
- Coelorinchus pseudoparallelus  Trunov, 1983
- Coelorinchus quadricristatus (Alcock, 1891)
- Coelorinchus quincunciatus Gilbert & Hubbs, 1920
- Coelorinchus radcliffei Gilbert & Hubbs, 1920
- Coelorinchus scaphopsis (Gilbert, 1890) — Калифорнийский полорыл
- Coelorinchus semaphoreus Iwamoto & Merrett, 1997
- Coelorinchus sereti Iwamoto & Merrett, 1997
- Coelorinchus sexradiatus Gilbert & Hubbs, 1920
- Coelorinchus shcherbachevi Iwamoto & Merrett, 1997
- Coelorinchus sheni  Chiou, Shao & Iwamoto, 2004
- Coelorinchus simorhynchus Iwamoto & Anderson, 1994
- Coelorinchus smithi Gilbert & Hubbs, 1920
- Coelorinchus sparsilepis  Okamura, 1984
- Coelorinchus spathulatus  McMillan & Paulin, 1993
- Coelorinchus spilonotus Sazonov & Iwamoto, 1992
- Coelorinchus spinifer Gilbert & Hubbs, 1920
- Coelorinchus supernasutus McMillan & Paulin, 1993
- Coelorinchus thompsoni  Gilbert & Hubbs, 1920
- Coelorinchus thurla Iwamoto & Williams, 1999
- Coelorinchus tokiensis (Steindachner & Döderlein, 1887)
- Coelorinchus trachycarus Iwamoto, McMillan & Shcherbachev, 1999
- Coelorinchus triocellatus Gilbert & Hubbs, 1920
- Coelorinchus trunovi Iwamoto & Anderson, 1994
- Coelorinchus velifer Gilbert & Hubbs, 1920
- Coelorinchus ventrilux Marshall & Iwamoto, 1973
- Coelorinchus vityazae Iwamoto, Shcherbachev & Marquardt, 2004
- Coelorinchus weberi Gilbert & Hubbs, 1920
- Coelorinchus yurii Iwamoto, Golani, Baranes & Goren, 2006